# Tosco (mitologia)
Tosco, mago personificazione del fiume Tevere, secondo Virgilio (Eneide X, 198-200) fu marito di Manto e padre di Ocno, che fu il leggendario fondatore della città di Mantova, che prese il nome proprio da Manto, e della città di Bologna, conosciuta dagli etruschi come Felzna/Felsna (Felsina per i latini).